# Leader Price
Pour les articles homonymes, voir Price.
Leader Price (prononcé en français : [li.dœʁ pʁaɪs]) était une enseigne de hard-discount française créée en 1986 par Jean Baud. Elle est devenue une filiale du groupe Casino en septembre 1997.
Le distributeur stéphanois annonce en septembre 2019 entrer en négociation avec son concurrent allemand Aldi pour lui céder Leader Price. Cette opération s'inscrit dans le plan de cessions d'actifs de Casino, et sa volonté de se concentrer sur les formats qu'il considère comme porteurs. En mars 2020, le groupe Casino annonce la signature d'un accord avec Aldi France pour la cession de 567 magasins sur les 656 magasins Leader Price ainsi que de 3 entrepôts de l'enseigne, pour 735 millions d’euros. Casino garde la marque Leader Price, ainsi que les magasins en franchise.

## Historique
En 1988, Jean Baud et Albert Baussan ouvrent le premier magasin maxidiscompte « Leader Price » à Paris, le nom de l'enseigne vient d'une marque alimentaire de produits premier prix.
À partir de 1989, le réseau se développe d'abord en région parisienne. Le groupe américain TLC Beatrice devient l'actionnaire principal.
En septembre 1997, le groupe Casino rachète Leader Price, soit 250 magasins à TLC Beatrice.
Durant l'été 2014, Leader Price ouvre des magasins sur de plus petites surfaces, sous le nom de Leader Price Express. La supérette offre un choix important de produits (environ 1 180 articles proposés) dans des superficies allant de 75 à 300 m². Près de 200 « Petit Casino » sont convertis et deviennent des Leader Price Express. Leader Price Express compte près de 240 points de vente en janvier 2015 implantés partout dans la France. En 2018, sur les 415 points de vente ouverts lors de l'apogée du concept, il n'en restait plus que 143, la première moitié étant fermée, l'autre convertie ou conservée. Cependant, certains gérants de points de vente destinés à la fermeture ont réussi à contester les décisions en justice.
En 2017, Leader Price dévoile son nouveau concept "Next" axé sur le « discount plaisir ». Les nouveaux magasins proposent un cadre supposé plus agréable et convivial, avec une offre de produits bio étoffée et un choix global plus importants. Ce concept sera développé par Leader Price jusqu'en 2019.
En 2018, le groupe Casino s'allie avec Claude et Bruno Quattrucci et leur concept Marché frais. Cinq magasins adoptent le nom "Marché frais Leader Price" qui s'inspirent de l’ambiance et de la qualité des marchés couverts ainsi que de la politique de prix de la distribution discount.
En septembre 2019, le groupe Casino annonce entrer en négociations exclusives avec le hard discounter allemand ALDI. L'opération s'inscrit dans le nouveau plan de cessions du distributeur stéphanois annoncé le 20 août. ALDI trouverait là le moyen de rattraper son retard en France sur Lidl. Le 20 mars 2020, le groupe Casino annonce que les négociations ont abouti avec ALDI sur la cession d'un total de 567 magasins Leader Price et de 3 entrepôts en France métropolitaine pour un montant total de 735 millions d'euros. Cependant, Casino garde la marque Leader Price, ainsi que les magasins en franchise.
Le 17 novembre 2020, l’Autorité de la Concurrence française autorise sous conditions le rachat par le distributeur allemand ALDI de la plupart des magasins Leader Price prévus. Cette transaction comprend 554 magasins Leader Price, sur un parc de 640 magasins en métropole, et 2 magasins sous enseigne Casino. L'Autorité soulève en revanche des risques d'atteinte à la concurrence dans une dizaine de zones de chalandises. En réponse à ces objections, ALDI s'engage à céder 9 magasins. Le 30 novembre 2020, le groupe Casino annonce la finalisation de l'opération, pour une valeur d'entreprise de 717 millions d'euros et des produits de cession à 683 millions d'euros. Casino reste propriétaire de la marque Leader Price et pourra l'exploiter en France et à l'international selon certaines conditions convenues avec ALDI. Il conservera ainsi une activité rentable de grossiste auprès de 200 magasins Leader Price franchisés, et de clients externes ou internes (Franprix, Géant Casino  ou supermarchés Casino).
En décembre 2022, Casino annonce vouloir relancer les 90 magasins restants, principalement en Normandie et dans les Hauts-de-France, sous l'enseigne LP en franchise. Parallèlement à cela, certains produits de marque Leader Price peuvent également être trouvés dans les supérettes de marque Casino (Le Petit Casino, Casino Shop, Franprix).
Dans ses résultats du premier semestre 2024, le groupe Casino annonce que les activités en franchise de Leader Price en France font partie des activités abandonnées.

### Activité de Leader Price àLa Réunion
Lancée en octobre 2009, l’enseigne Leader Price, toujours active dans cette île, compte aujourd’hui plus de 18 supermarchés à La Réunion. Certains résistants en France Métropolitaine Sont toujours actifs, en mai 2025, seuls 6 magasins encore actif sont comptés, Villeurbanne, Dieppe, Auffay, Toulouse Les Pradettes, Gray et Fleury-Sur-Orne.

## Identité visuelle

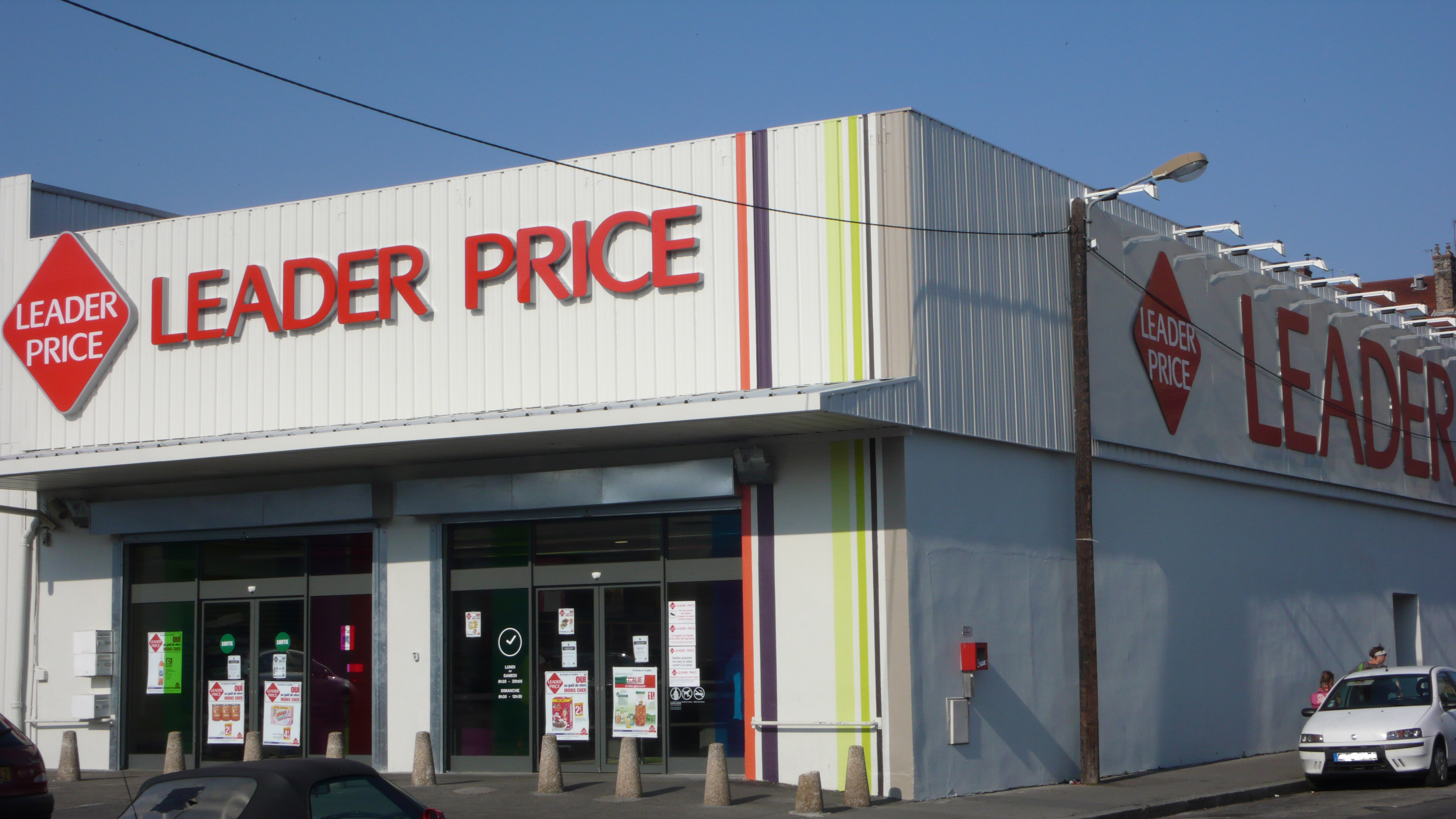
Le magasin Leader Price à Villeurbanne (Rhône) avec l'ancien logo.

Ancien logo de 1986 à mars 2010
Ancien logo de mars 2010 à juillet 2017 (encore utilisé dans certains territoires)
Logo actuel depuis juillet 2017

L'identité visuelle des produits Leader Price connait une évolution depuis juillet 2017 avec l'apparition d'un nouveau logo sur ces derniers, et avec un design axé sur la base triangulaire.

## Affaires

### Scandale des œufs contaminés au fipronil
En 2017, dans le cadre du scandale des œufs contaminés au fipronil, le Ministère de l'Agriculture publie une liste dans laquelle Leader Price apparait comme l'un des distributeurs de produits à bases d’œufs contaminés.